# Alexander Nübel
Alexander Nübel (* 30. září 1996 Paderborn) je německý profesionální fotbalový brankář, který chytá za klub VfB Stuttgart, kde je na hostování z Bayernu Mnichov. Je také bývalým německým mládežnickým reprezentantem.

## Klubová kariéra
Za Schalke Nübel debutoval ve 34. kole bundesligové sezóny 2015/16 ve věku 19 let a jeho tým zvítězil nad Hoffenheimem 4:1.
Na další zápas v německé nejvyšší soutěži čekal dva roky – to v posledním kole sezóny 2017/18 udržel čisté konto proti Eintrachtu Frankfurt.
Na přelomu let 2019 a 2020 se domluvil na čtyřročním angažmá s Bayernem Mnichov. Po sezóně 2019/20 se stal volným hráčem a od července 2020 začal působit v Mnichově.